# Marzagão (Goiás)
Marzagão is een gemeente in de Braziliaanse deelstaat Goiás. De gemeente telt 2.157 inwoners (schatting 2009).

## Aangrenzende gemeenten
De gemeente grenst aan Água Limpa, Caldas Novas, Corumbaíba en Rio Quente.